# طوالة (مقاطعة فامنين)
طوالة (بالفارسية: طواله) هي قرية تقع في Khorram Dasht Rural District في إيران. يقدر عدد سكانها بـ 134 نسمة .